# 卡尔·林奈
卡尔·冯·林奈（瑞典語：Carl von Linné；1707年5月23日—1778年1月10日），也譯為林内，原名卡尔·林奈乌斯，瑞典生物学家，瑞典科学院创始人兼第一任主席，其也是智人的正模标本。林奈奠定了现代生物学命名法二名法的基础，被誉为现代生物分类学之父。此外，林奈也被认为是现代生态学之父。其著作常用拉丁文撰写，他的名字在拉丁语中寫作卡罗卢斯·林奈烏斯（拉丁語：Carolus Linnæus，在1761年之后写作）。
1707年，林奈出生于瑞典南部斯莫蘭的一个小乡村，在烏普薩拉大學接受了大部分的高等教育，并在1730年开始教授植物学。1735年至1738年间，居住在国外和做研究。他在荷兰出版了第一版的《自然系统》（Systema Naturae）。之后，他回到瑞典的乌普萨拉，担任了医学和植物学教授。在1740年代，他旅行遍及瑞典各地，搜集和分类各种植物和动物。在1750年代和1760年代，他继续搜集和分类各种动植物，并将成果出版了好几卷。当他逝世的时候，他已经是欧洲最受赞誉的科学家之一。他相信神創論。
瑞士哲学家卢梭在给林奈的信中写到“告诉他我知道地球上没有人比他更伟大”。德国学者歌德写过：“除了莎士比亚和斯賓諾莎，再没有其他的先人对我的影响比林奈更强。”瑞典作家斯特林堡说过：“林奈实际上是个诗人，只不过碰巧成为了博物学家。”除了这些赞誉，林奈还獲称为“植物学王子”、“北方的博物志”、以及“第二个亚当”。
在植物学中，用L.来作为表明林奈的作者权的作者名缩写。在一些较舊的出版物，有时林奈的作者名缩写为“Linn.”。

## 姓名

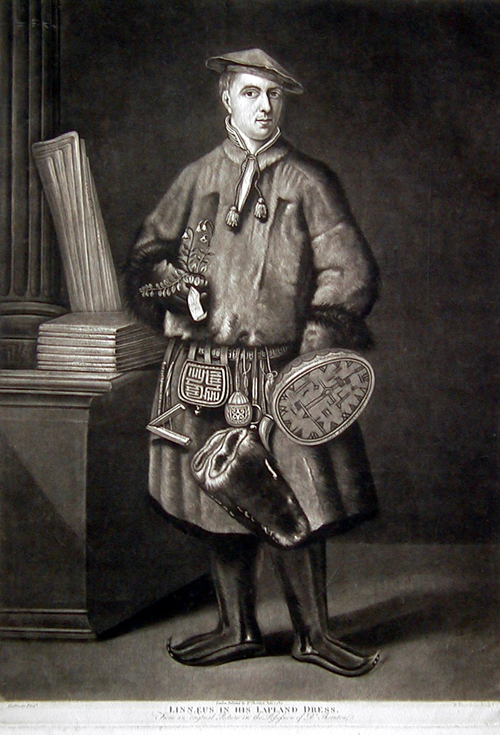
林奈被打扮成拉普兰人，約繪於1735-1740

林奈的姓名有几种变体：Carl Linnaeus, Carolus Linnaeus和，最后者有时也简作Carl Linné。林奈在出版他用拉丁语写成的著作时，用的最多的是拉丁化的形式Carolus Linnaeus，相反，人们却常常搞不清他真正的瑞典语姓名是什么。
在林奈的时代，大多数瑞典人是没有姓的。林奈的祖父的名字，按斯堪的纳维亚传统，叫做英厄马尔·本特松（Ingemar Bengtsson），“本特松”的意思就是本特（Bengt）的儿子。林奈的父亲则叫尼尔斯·英厄马尔森（Nils Ingemarsson），“英厄马尔森”的意思是英厄马尔的儿子。只有在为了登记的时候，比如说在大学入学时，他们才需要一个姓。当时的学术界以拉丁语为通用语言，所以林奈的父亲在进入隆德大学时，他给自己创造了一个拉丁语的姓：Linnaeus。这个姓来自椴树的古瑞典语linn（在现代瑞典语中是lind），之所以用椴树为姓，是因为在他们家族的所有地上有一棵被尊为“看护神树”（warden tree）的巨大的心叶椴，他们家族的所有地也因而得名Linnagård。尼尔斯·英厄马尔森为儿子起名为卡尔（Carl），所以这个孩子的瑞典语姓名应该是Carl Linnaeus。
当卡尔·林奈在私立学校登记为隆德大学的学生时，他用的注册姓名是Carolus Linnaeus。这个姓名也是他在出版拉丁语著作时使用的名字。1761年他被授予贵族头衔后，他开始使用Carl von Linné这个姓名，其中“Linné”是Linnaeus的简写形式，而“von”加在姓名中用来显示他的贵族身份。
如果要在引用文献时使用林奈的名字，最好写作Carl Linnaeus， Carolus Linnaeus或只写作Linnaeus。写成Carl von Linné并不合适，特别是在引用他出版于1762年以前的著作时。在《植物种志》第二版(1762)的标题页上，作者的姓名仍然用的是Carolus Linnaeus（更准确地说，用的是其属格形式Caroli Linnaei），但在之后的著作中，他的姓名一直都印作Carolus a Linne或Carl von Linné。Stafleu在他的所有著作中都用Carl Linnaeus作为林奈的姓名。在瑞典，他的贵族化姓名Carl von Linné则广为人知。
林奈名字的形容词形式通常用Linnaean，但是著名的伦敦林奈学会的英文写法却是Linnean Society of London，他们出版的一本刊物也叫The Linnean，颁发的奖则叫Linnean Medal（林奈奖章），等等。

## 生平

### 早年

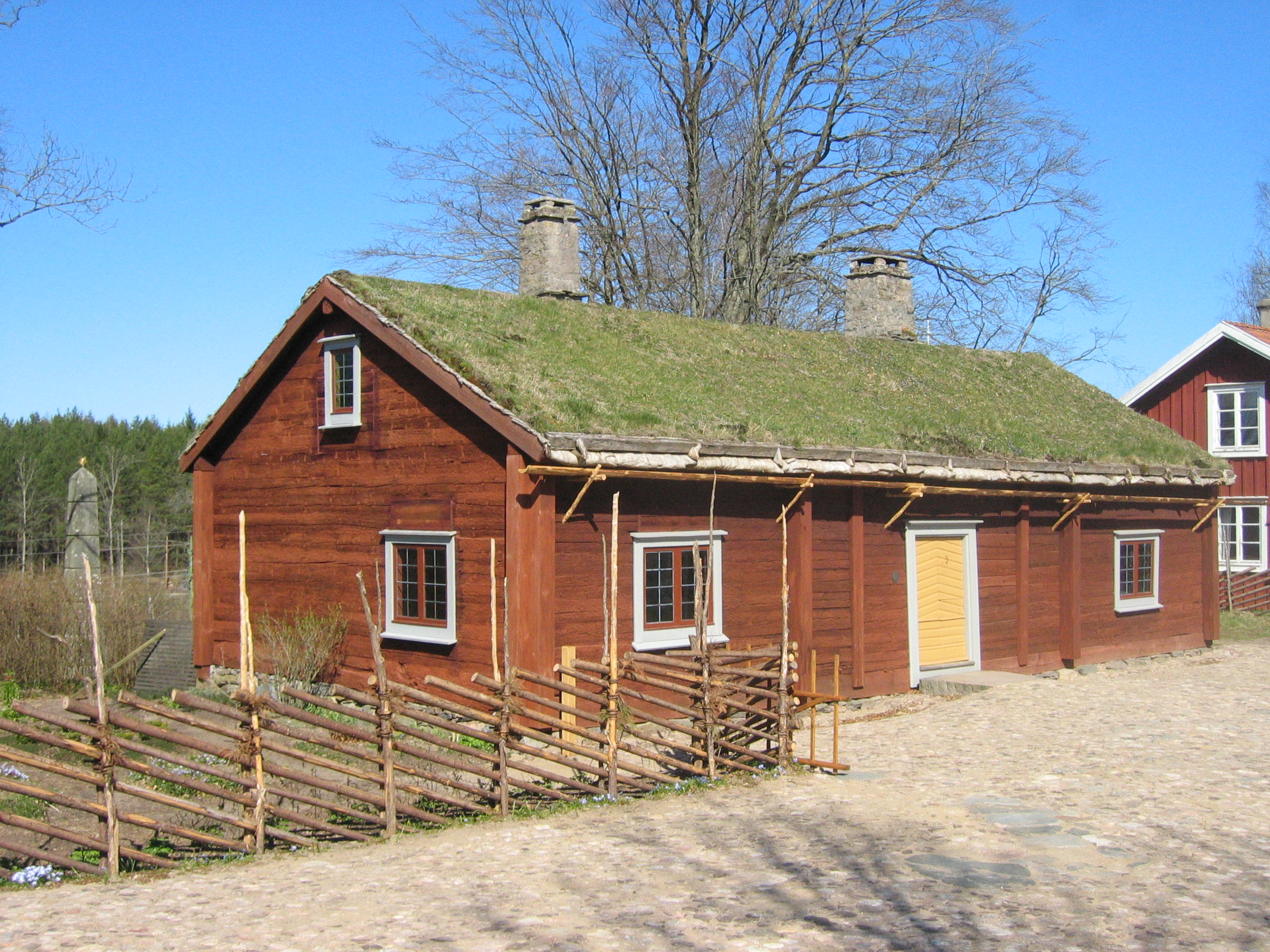
林奈在Råshult的出生地

1707年5月23日，林奈出生于瑞典南部斯莫兰省艾尔姆胡尔特北面的小乡村罗斯胡尔特（今属于艾尔姆胡尔特市镇）。父亲是尼尔斯，路德教派的牧师，村里的助理牧师，业余爱好植物学。母亲是克里斯蒂娜，教区牧师的女儿，兩人共生了二子三女，林奈是家里的长子。林奈出生后一年，外公去世，父亲继任了外公的教区牧师，全家搬住在牧师的住宅。
林奈小时候就喜欢植物，特别是花。当他不安时，如果给他一朵花，他就能马上平静下来。父親花费了很多时间在他的花园上，经常带着林奈看花，告诉他各种花的名字。后来，父亲给了林奈一小块地，让他也可以自己种些花。
在林奈很小的时候，父亲就教他拉丁语、宗教和地理。有一种说法是，因为家里用拉丁语对话，所以林奈先学会的拉丁语，然后才是瑞典语。在林奈7岁时，家里为他找了一个家庭教师。林奈不喜欢这个人，在他后来的自传中写到，他“是来压制而不是发展儿童的天赋的。”

#### 小學
2年后，林奈被送进初级语法学校。林奈很少学习，经常跑到田野里去寻找各种植物。小時候的林奈在學校成績相當差，雖然他在生物學的成績有傑出的表現，但在其他科目不及格。林奈對於小時候上學的印象是：“……處罰，不斷地被處罰，教室是最令人坐立難安的地方……，如果能夠有所教室，是在森林中漫步，是在小草中打滾，不知道有多好？”。
15岁时，在学校的最后一年，林奈受到喜爱植物学的校长丹尼尔（Daniel Lannerus）的教导，他注意到林奈对植物学的兴趣，让他管理自己的花园。校长还将林奈介绍给约翰·罗特曼（Johan Rothman），他是斯莫兰省的医生，韦克舍的一所文科中学的老师, 也是一个植物学家。罗特曼惊异于林奈对植物学的热爱，帮助林奈学习。他告诉林奈，“讀書像吃飯，什麼都吃的孩子才長得壯，因此一個耐得住枯燥課程的人，才有獲得更高教育的機會。”林奈将罗特曼视为父母親與朋友的混合體，他後來寫道：“羅斯曼沒有強迫我唸書；他讓我先感到自己知識的不足，自然生發出對書本的饑渴，書本像食物，我愈讀就愈想讀。沒有他的啟發，我一生充其量是一個愛花的人，不會為所有的生物、礦物建立一個分類系統。”罗特曼拓宽了林奈对植物学的兴趣，还使得他也对医学有了兴趣。在林奈17岁时，他已经对已有的植物学文献非常了解了。他在日记里写到，“日夜的读着植物学书籍，已经像自己的手背一样熟了。”

#### 中學
1724年，林奈进入罗特曼任教的主教座堂中學（Katedralskolan），主修希腊语，希伯来语，神学和数学，这些学科是为了将来要当牧师的男孩准备的。在中学的最后一年，林奈的父亲拜访了学校，向教授们询问自己儿子的学习情况；使他失望的是，大多数人说林奈永远不可能成为学者。但是罗特曼相信林奈在医学上会有好的未来。罗特曼希望林奈和他们家一起生活，以便教他生理学和植物学。尼尔斯接受了这个帮助。罗特曼向林奈展示了，植物学是一门严肃的学科。他教林奈學會约瑟夫·皮顿·德·图内福尔植物分类系统，及塞巴斯蒂安·瓦扬的植物有性繁殖的知识。

#### 大学

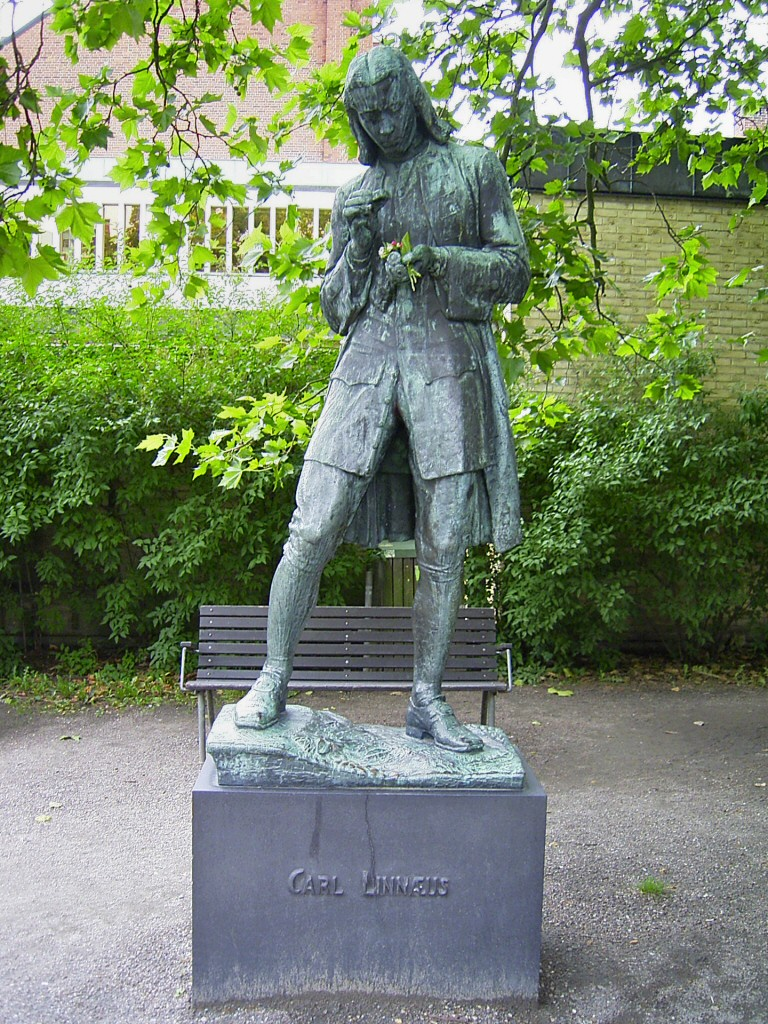
隆德大学的林奈塑像，是他读大学时的样子

1727年，21岁的林奈进入了斯科訥的隆德大学，這是他父親當年畢業的母校。一年后林奈转入當時最好的大學 - 乌普萨拉大学就讀。

### 学者生涯
林奈來自一個小康的家庭，從他大學起，他就利用在圖書館工作、幫忙照顧花圃、擔任教學助理來賺取學費和生活開銷。大學畢業後，他的經濟生活一樣很拮据，必須依靠各種科學研究的資助或出版品來獲取收入，但是由於林奈的學識和研究手稿，使他獲得前往歐洲考察並獲得博士學位的機會，他和歐洲頂尖的科學家廣泛的交流，並在他們的協助之下將他的手稿出版。林奈遊歷了荷蘭、英國、法國，最後，回到瑞典，在經濟穩定的情況下結了婚，並在乌普萨拉大學任教。

#### 考察拉普蘭地區

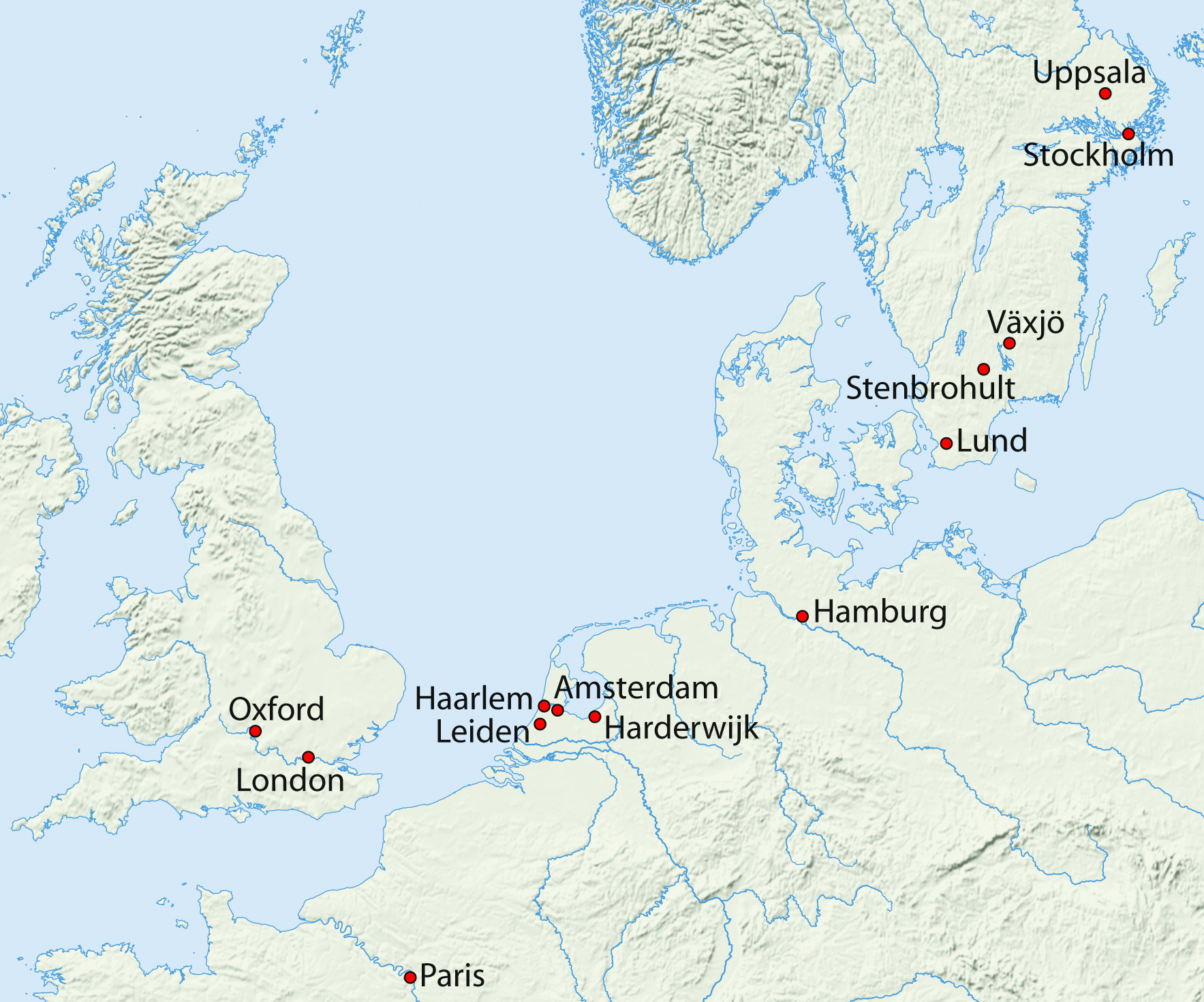
林奈工作過的城市，包括隆德、烏普薩拉、韦克舍、斯德哥尔摩、Stenbrohult、汉堡、阿姆斯特丹、哈勒姆、莱顿、哈尔德韦克、巴黎、伦敦、牛津

1732年5月12日，25歲的林奈接受乌普萨拉大學的資助，從乌普萨拉出發，前往瑞典北部蠻荒的拉普蘭（Lapland）地區考察，在 Gävle，林奈看到許多盛開的忍冬科北極花，花冠淡红色或白色，林奈正式把此花命名为Linnaea borealis(北極花)。林奈的家徽上有北極花，另外，在林奈的畫像中，常可看見他手上握著北極花或衣服上別著北極花。
林奈以順時鐘方向，沿著波斯尼亞灣探查，於當年10月回到乌普萨拉，總足跡達到2000公里。林奈的收集並記錄該次考察的植物、動物、礦物、村莊、服飾、狩獵行為、宗教活動、睡眠習慣、被斬首的屍體、馴鹿的養殖、帳篷的搭建方式、花楸樹皮製成的樂器及一些治療疾病的方法等，寫成《拉普蘭植物志》(Flora Lapponica)和《拉普蘭遊記》，留下了重要價值的文獻。

#### 遊歷歐洲

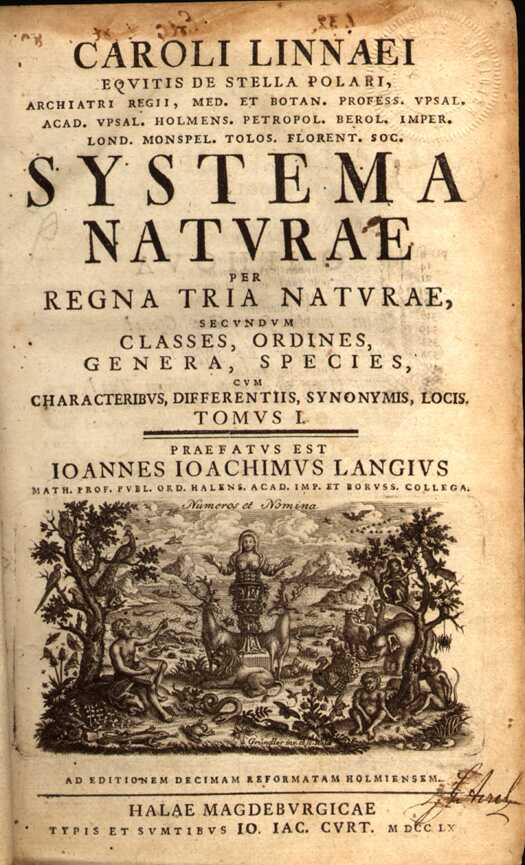
林奈, 《自然系統》

1735年4月，林奈开始了他对欧洲大陆的科学访问。第一站是荷蘭共和國，這是當時歐洲研究自然歷史最先進的國家之一。在荷兰哈爾德韋克，他甚至在2周之內獲得哈爾德韋克大學醫學博士的學位，論文名稱是Dissertatio medica inauguralis in qua exhibetur hypothesis nova de febrium intermittentium causa。
此後，他第一次将他的分类学手稿《自然系統》给一位荷蘭的科學家 Johan Frederik Gronovius 看，促成了《自然系統》的出版。其中，他放弃了过去混淆不清的命名法，引进了一直沿用至今的二名法，使用清晰的描写，如。属名以上的分类也被给予清晰的定义，比如，按照哺乳动物最特别的器官是雌性动物的乳房，林奈將之命名为拉丁語：。
林奈認識了喬治·克利福德三世，他是荷蘭東印度公司董事之一，一位有錢的阿姆斯特丹銀行家，並且是一位熱心的植物學家，他擁有一座大型的植物標本館（herbarium），用 4 個溫室來栽種許多他從全世界收集到的熱帶植物，他因為培植了第一株室內香蕉樹變得十分出名。在他的所有下，該園中的奇異植物數量以指數形式增長。克利福德三世吸引植物學家林奈和藝術家如艾雷特前來他的植物園，給予林奈很優渥的薪資待遇。林奈曾表示，他在此度過極快樂的時光，並寫下《克利福特園》一書，於1738年出版。這是一個早期植物學文獻中的名著。
1736年7月，林奈在喬治·克利福德三世贊助下，前往英國訪問。林奈拜訪了汉斯·斯隆爵士、菲利普·米勒及他的切爾西藥草園。隨後，林奈前往牛津大學，拜訪了植物學家Johann Jacob Dillenius。林奈從英國蒐集了許多罕見的植物返回荷蘭。當時，林奈的《自然系統》一書尚未普及，英國的學者不認同林奈的二名法分類系統，林奈有效的傳達他建立的分類系統，並與這些學者保持日後的通信。
1737年10月18日，林奈離開荷蘭，經由法國返回瑞典。他在法國巴黎停留了一個月，拜訪了植物學家Antoine de Jussieu。林奈回到瑞典之後，從此不曾離開瑞典。

#### 瑞典皇家科學院
1738年6月28日，林奈從歐洲回到瑞典。1739年6月2日，奉瑞典國王腓特烈一世之命，林奈協助在首都斯德哥爾摩成立瑞典皇家科學院。

#### 結婚
1739年6月26日，林奈与一个医生的女儿薩拉.伊莉莎白 (Sara Elisabeth,1716–1806)结婚，兩人共生下7名子女，其中，長子小卡爾·林奈（Carl Linnaeus the Younger，1741年1月20日－1783年11月1日）亦為植物學家，植物的雙名法中，小卡爾·林奈所發現植物命名者表示為Linnaeus filius (林奈兒子)。

#### 乌普萨拉大学教授

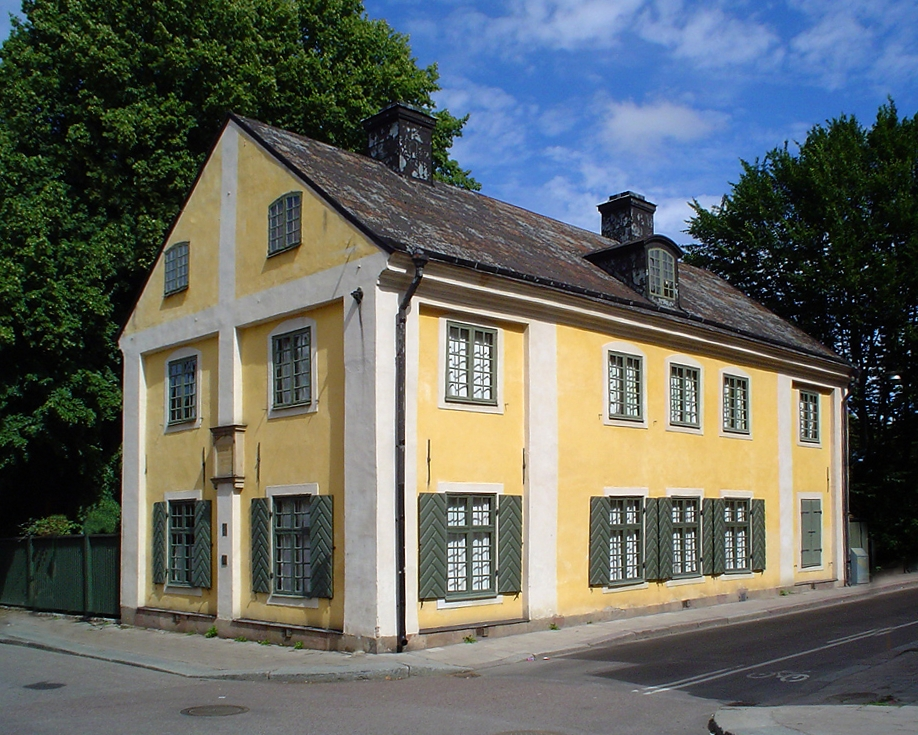
林奈在乌普萨拉的家

1741年5月，林奈在乌普萨拉大学获得一个医学教授职位，但他很快就将这个职位换成了一个植物学教授职位。他继续他对分类学的研究，并将它扩展到动物界和矿物上。虽然他对矿物的分类今天看起来很奇怪，但当时对林奈来说这是一个很好的自然分类的方法。
林奈擔任教授期間廣收門徒，並將他們派往包括中國在內的世界各地考察和採集，他稱這些學生們為「使徒」。1750年，林奈當選為烏普薩拉大學校長，在他任上，將烏普薩拉大學推向世界一流大學的聲譽。

### 封爵
1741年，瑞典國王腓特烈一世頒布：林奈為全世界第一位專教植物學的教授。瑞典国王在1757年就授予林奈爵位，但直到1761年才给他正式封爵。

### 晚年

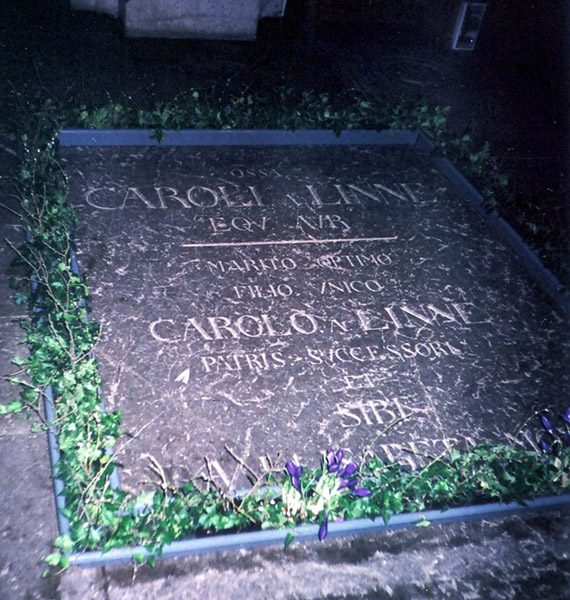
卡尔·林奈和他的儿子小卡尔·林奈的墓碑

在林奈晚年，他曾患过多种疾病。1764年，他受到乌普萨拉热（Uppsala fever）的折磨。在Rosén的照料下，他得以活命。1773年，他又患有坐骨神经痛。在1774年他得了一次中风使得他部分瘫痪。1776年，他第二次中风，造成他的右半身瘫痪，记忆也受损。他甚至钦佩自己的著作，只因他忘记自己是它们的作者。
1777年12月，他又一次的中风使得他极为虚弱，最终他在1778年1月10日在哈马比（Hammarby）逝世。尽管他的遗愿是将自己葬在哈马比，但他最终还是在1月22日被葬于乌普萨拉主教座堂。

## 林奈氏分類系統
林奈身處的世紀，也正是歐洲的大航海世紀，許多航海歸來的生物學家和博物學家帶回世界各地的動植物，並用自己的喜好為之命名，造成一物多名，或异物同名的混亂現象。
林奈在烏普薩拉大學其間，发现花的花粉囊和雌蕊可以被作为植物分类的基础。他将此发现写成一篇短论文。这个发现为他提供了一个非常教授的职位。1732年乌普萨拉科学院资助他去瑞典北部的拉普兰考察。到那个时候为止，欧洲人对拉普兰还一无所知，在這4600英里的土地上，林奈發現100多種新種植物，1737年林奈将他对拉普兰植物世界的考察写成一本书发表，在這本書中，林奈首次發表了以植物生殖器官進行分類的方法。

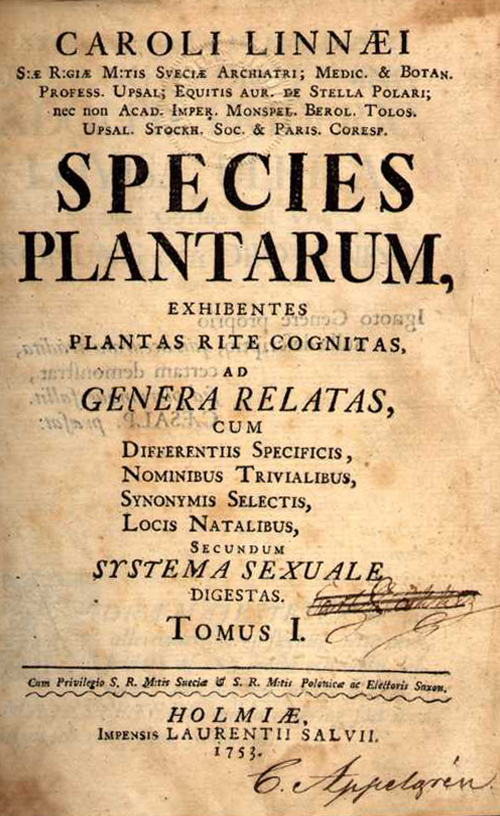
《植物種誌》第一版

林奈依雄蕊和雌蕊的類型、大小、數量及相互排列等特徵，將植物分為24綱、116目、1000多個屬和10 000多個種。綱(class)、目(order)、屬(genus)、種(species)的分類概念是林奈的首創，但當時沒有科(family)的分類。
1753年林奈發表《植物種誌》（Species Plantarum），採用二名法，以拉丁文來為生物命名，其中第一个名字是属名，為名詞，第二个名字是种名，為形容詞，形容這個物種的特性，其後面或可加上發現者的名字，以紀念這位發現者，也有負責的意思。林奈用這種方法幫植物命名，後來他也用同樣的方法為動物命名，此種命名法也一直延用至今。
他称人为智人，有意识的人。但他也命名了另一个人种：或，山洞人或夜人，估计他用此来命名当时刚刚被发现的大猩猩。林奈于1758年在第十版《自然系统》中将他自己指定为的正模标本，该份标本（遗体）现保存（埋葬）于瑞典的乌普萨拉大教堂（Uppsala Cathedral），国际动物学会议认为，由于智人在分类学上不存在争议，因此没有必要重新检查正模标本，同时这样做也是不道德的，因此，林奈的正模标本身份，仅具有其分类学之父身份的象征意义。
林奈曾說：「從未有人像我一樣將科學轉型。」
林奈的植物园至今还可以在乌普萨拉参观。

## 所命名的分類
（列表可能不完整）
- 2,515个卡尔·林奈命名的生物分类

## 榮譽
倫敦林奈學會自1888年起，向植物學和動物學界有傑出成就者頒發林奈奖章。
1986年，瑞典國家銀行推出新款100克朗紙幣，上面印有林奈的肖像、他在繪畫的植物授粉圖、烏普薩拉大學林奈花園素描，和林奈的格言（惊讶于每样事物的神奇，甚至是那些最微不足道的事）。
2010年，兩所位於林奈出生地區斯莫蘭的高等院校──韋克舍大學和卡爾馬學院合併，新校以林奈命名，定名為林奈大學。